# Батырша-Кубово
Батырша-Кубово (баш. Батырша-Ҡыбау) — село в Буздякском районе Республики Башкортостан Российской Федерации. Входит в состав Капей-Кубовского сельсовета.

## Этимология
От личного имени Батырша и башкирского слова (баш. ҡыбау), что значит род.

## География

### Географическое положение
Расстояние до:
- районного центра (Буздяк): 20 км,
- центра сельсовета (Копей-Кубово): 10 км,
- ближайшей ж/д станции (Буздяк): 18 км.

### Уличная сеть
- Клубная ул.,
- Лесной пер.,
- Мостовая ул.,
- Садовая ул.,
- Школьная ул.

## Население
| 2002 | 2009 | 2010 |
| ---- | ---- | ---- |
| 334  | ↘332 | ↘330 |

Согласно переписи 2002 года, преобладающие национальности — башкиры (50 %), татары (49 %).